# Csongrádi járás
A Csongrádi járás Csongrád-Csanád vármegyéhez tartozó járás Magyarországon, amely 2013-ban jött létre. Székhelye Csongrád. Területe 339,24 km², népessége 22 633 fő, népsűrűsége 67 fő/km² volt a 2012. évi adatok szerint. Egy város (Csongrád) és 3 község tartozik hozzá.
A Csongrádi járás a járások 1983-as megszüntetése előtt is létezett, 1956-ban szűnt meg.

## Települései
| Település  | Rang (2013. július 15.) | Kistérség (2013. január 1.) | Népesség (2012. január 1.) | Terület (km²) |
| ---------- | ----------------------- | --------------------------- | -------------------------- | ------------- |
| Csongrád   | járásszékhely város     | Csongrádi                   | 16 846                     | 173,89        |
| Csanytelek | község                  | Csongrádi                   | 2 755                      | 34,71         |
| Felgyő     | község                  | Csongrádi                   | 1 281                      | 76,73         |
| Tömörkény  | község                  | Csongrádi                   | 1 751                      | 53,91         |